# Burgholzhausen
Burgholzhausen ist ein Ortsteil der Stadt Eckartsberga im Burgenlandkreis in Sachsen-Anhalt.

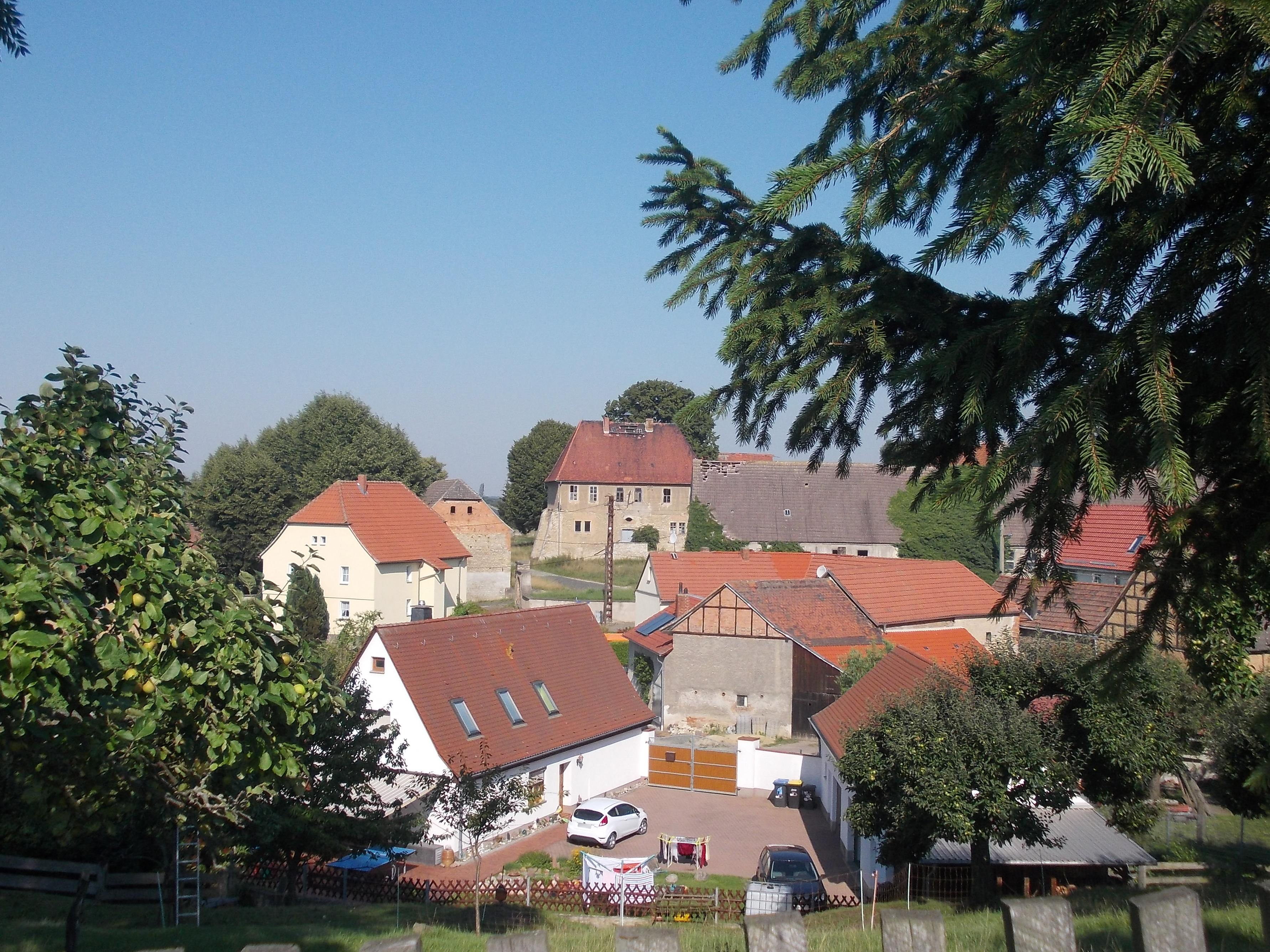
Ansicht des Ortskerns

## Geografie
Burgholzhausen liegt zwischen Weimar und Halle (Saale). Die Gemarkung des Ortes schließt am östlichen Rand des Thüringer Beckens an, das zwischen Finne und Ettersberg sich  etwa  bis Eckartsberga  erstreckt. Die Landesstraße 210 verbindet Burgholzhausen mit Eckartsberga, der Bundesstraße 87 und dem Umland. Zu Burgholzhausen gehörte der Ortsteil Niederholzhausen.

## Geschichte

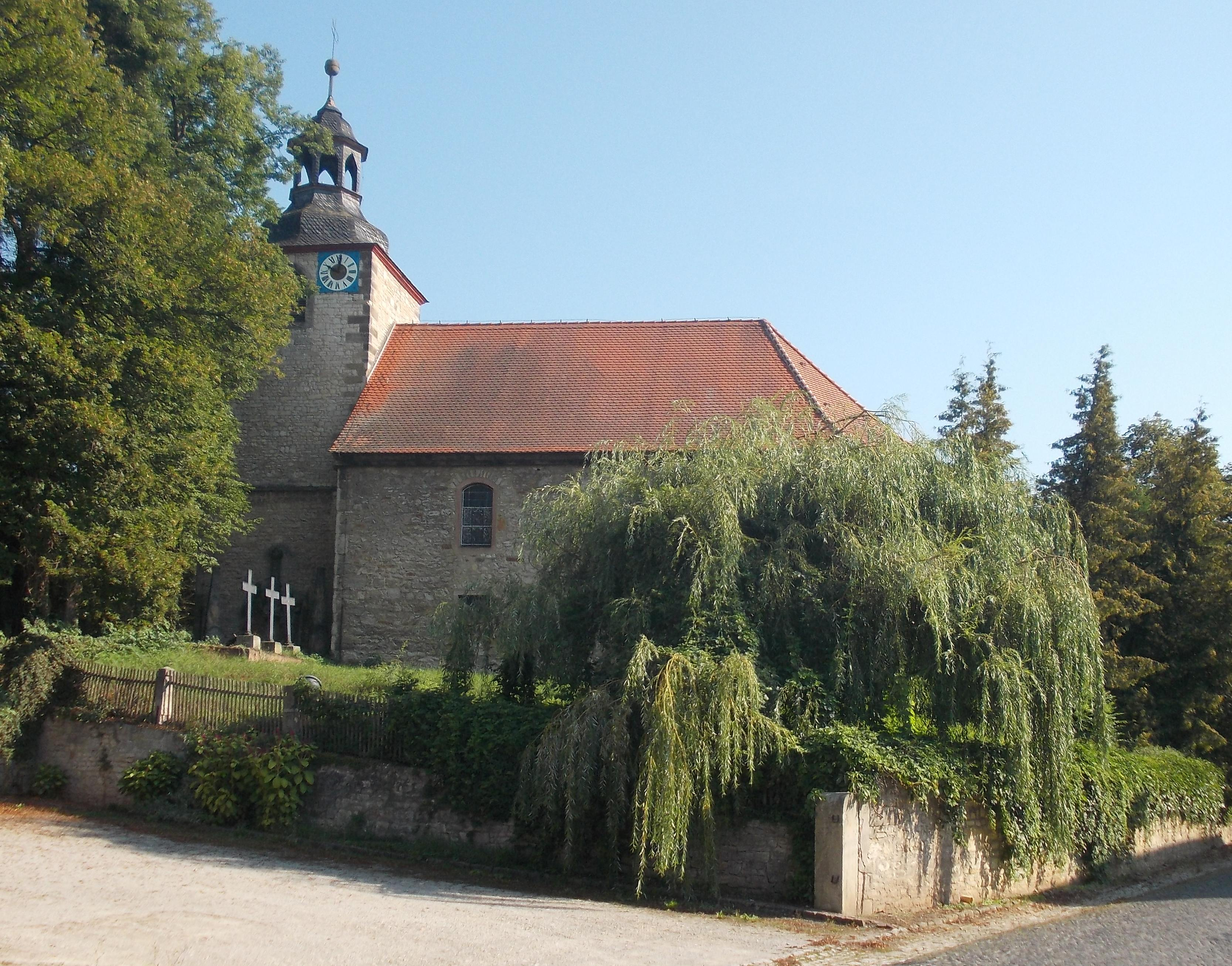
Kirche

Erstmals wurde die Ortschaft am 27. Januar 993 als Holzhuson in einer Urkunde des Königs Otto III. erwähnt. Von 1638 bis um 1900 gehörte das Gut der Familie Marschall.
Am 1. Juli 2009 wurde Burgholzhausen nach Eckartsberga eingemeindet. Die letzte ehrenamtliche Bürgermeisterin war die 1994 gewählte Ellen Oberländer.

## Sehenswürdigkeiten

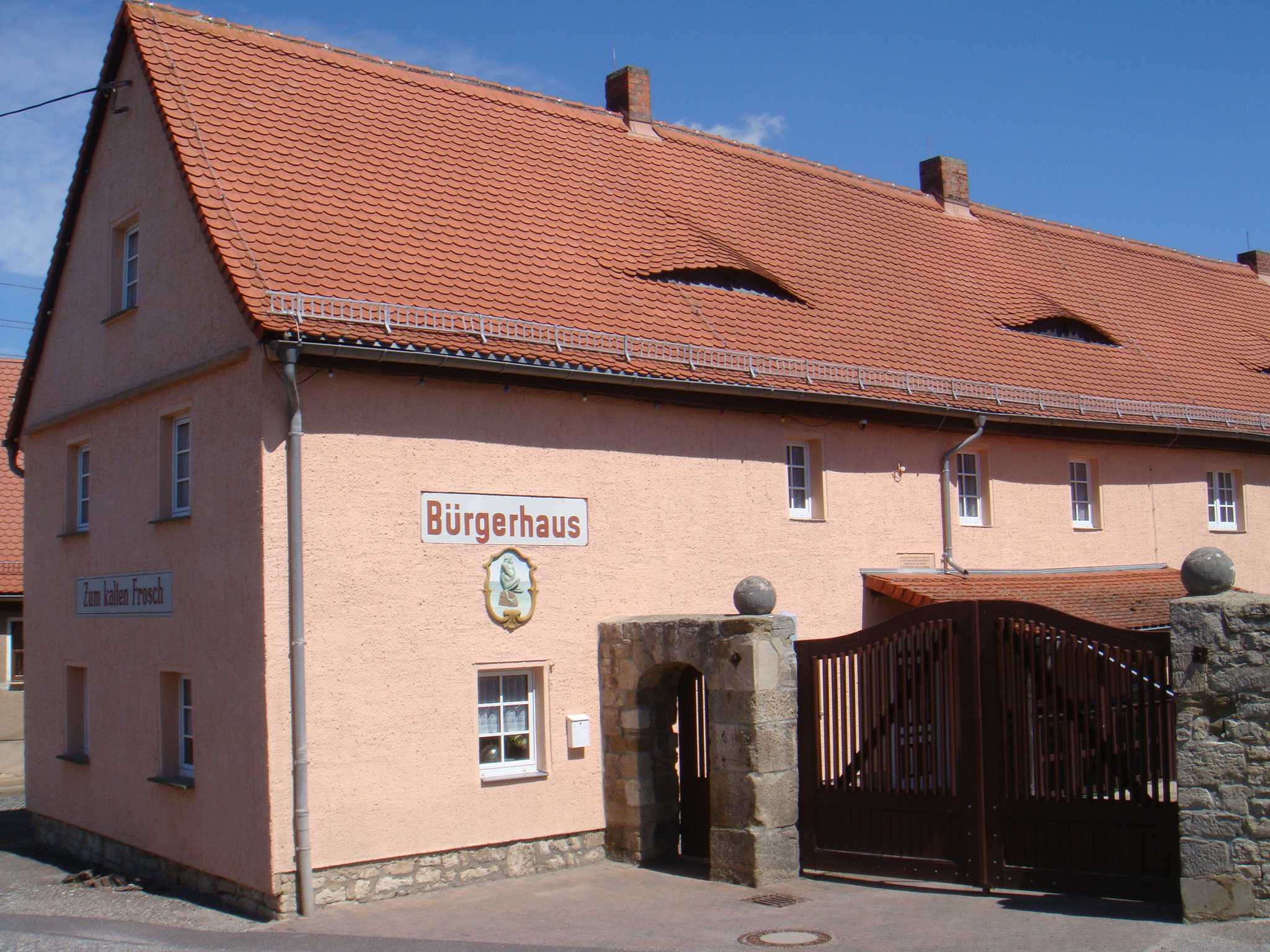
Gasthaus "Zum kalten Frosch"

- Heimatstube im ehemaligen Gasthof Zum kalten Frosch.
- Kirche, barock auf Grundmauern aus dem späten Mittelalter, 1935 auf Initiative des Freiherrn Tilo von Wilmowsky grundlegend saniert (Gedenktafel an der Kirche)

## Persönlichkeiten
- Wolf Friedrich Marschall (1687–1752), Erbmarschall in Thüringen und Kammerherr des Königs von Polen und Kurfürsten von Sachsen
- Ernst Dietrich Marschall (1692–1771), kaiserlicher General und Gouverneur von Luxemburg
- August Friedrich Wilhelm Rudolph (1771–1826), Hochschullehrer an der Universität Wittenberg und Rektor des Gymnasiums zu Zittau

## Verkehr
Östlich des Ortsteils verläuft die Bundesstraße 87, die von Apolda nach Naumburg (Saale) führt.